# Stereodon borbonicus
Stereodon borbonicus là một loài Rêu trong họ Hypnaceae. Loài này được (Bél.) Mitt. mô tả khoa học đầu tiên năm 1863.